# Yanbu
Yanbu o Yanbu al-Bahr (en árabe: ينبع البحر‎, Yanbuˁ al-Baḥr, «primavera del mar», también transliterado como Yambo o Yembo) es una ciudad de Arabia Saudita, en la región de Medina. Es una localidad portuaria a orillas del mar Rojo.

## Demografía
Según estimación 2010 contaba con 271 885 habitantes.